# Warner Baxter
Warner Leroy Baxter (født 29. marts 1889, død 7. maj 1951) var en amerikansk filmskuespiller. Baxter var med i over 100 film i sine aktive år fra 1914 til 1950. Han startede sin karriere i stumfilm. Hans mest kendte stumfilm er nok Den store Gatsby fra 1926 og The Awful Truth fra 1925.
Da tonefilmen gjorde sit indtog blev Baxter endnu mere kendt, og han vandt i 1930 en oscar for sin rolle i filmen In Old Arizona.
Baxter var gift med skuespillerinden Winifred Bryson. Han fik i 1960 en stjerne på Hollywood Walk of Fame.